# Alphonse de Grouchy
Alphonse Frédéric Emmanuel comte de Grouchy, né le  5 septembre 1789 au château de Villette à Condécourt et mort le 21 août 1864 à Paris, est un général et homme politique français, grand-croix de la Légion d'honneur.

## Biographie

### Famille
Il est le fils du maréchal de Grouchy.
Il épouse la fille d'Étienne Sauret. Son fils, Georges de Grouchy, chef d'escadron d'état-major et conseiller général du Calvados, épouse la fille de Félix Lambrecht, et sa fille, Octavie, épousa Amédée-Charles-Donatien de Gouvello.

### Formation
Il est admis à l'École militaire de Fontainebleau le 20 août 1806.

### Carrière militaire
Il part pour la grande armée le 9 novembre suivant, et le 15 novembre, est nommé sous-lieutenant au 10e dragons. 
À partir de cette époque, il ne cesse pas de faire campagne. Blessé à Eylau, lieutenant en 1807, puis aide de camp de son père, envoyé à l'armée d'Espagne en 1808 et blessé de nouveau à la prise de Madrid, il revient à Wagram où il charge brillamment avec le 7e dragons, et reçoit en récompense la croix de chevalier de la Légion d'honneur (9 juillet 1809) et le grade de capitaine (17 juillet suivant). 
Après avoir fait la campagne de 1810 en Espagne et celle de 1811 en Allemagne, il est nomméle 3 juin chef d'escadron et attaché à l'armée dirigée contre la Russie. Blessé à la Moskowa et à Viazma, il prend part, après la retraite, à la campagne de Saxe et se distingue à Bautzen, où il gagne la croix d'officier de la Légion d'honneur et le grade de colonel; il commande alors le 19e chasseurs à cheval à l'armée d'Italie.
À Waterloo, il charge les carrés anglais à la tête du 12e chasseurs que son père a commandé en 1792, et est encore une fois blessé,. 
À la seconde Restauration il est mis en non-activité et en demi-solde et doit s'exiler aux États-Unis. Cependant, du 16 février 1827 au 2 novembre 1828, il préside le conseil de révision du Cantal. Admis à l'activité après 1830, colonel le 3 août du 3e chasseurs à cheval, il est élu, le 28 octobre 1830, député du collège de département de l'Allier ; mais il échoue à se faire réélire, le 5 juillet 1831. 
Maréchal de camp du 2 août précédent, et commandeur de la Légion d'honneur, il reste en disponibilité, sur sa demande, d'octobre 1834 à novembre 1837, puis commande les départements du Puy-de-Dôme et de la Haute-Loire. 
Membre du comité de cavalerie le 21 décembre 1838, il est mis à la tête d'une brigade de cavalerie légère sur la frontière du nord-est en 1839 et nommé inspecteur de la cavalerie en 1840, en France, puis, de 1841 à 1844 et de 1846 à 1848, en Algérie. 
Lieutenant général des armées le 28 avril 1842, il commande, le 3 mars 1848, la 3e division militaire à Bordeaux. 
Le département de la Gironde le nomme représentant du peuple à l'Assemblée législative, le 13 mai 1849 ; il siège parmi les conservateurs. 
Grand officier de la Légion d'honneur le 10 décembre 1849, il est nommé sénateur du Second Empire le 26 janvier 1852 ; il défend la dynastie, et est promu grand-croix le 31 décembre 1862. 
Il meurt le 21 août 1864 à Paris et est inhumé au cimetière du Père-Lachaise (39e division).

## Décorations
- Grand-croix de la Légion d'honneur (30 décembre 1862)
  - Grand officier (10 décembre 1849)
  - Commandeur (5 janvier 1834)
  - Officier (13 septembre 1813)
  - Chevalier (9 juillet 1809)

## Sources
- Danielle Quintin et Bernard Quintin (préf. Jean Tulard), « Grouchy,  Alphonse, Frédéric, Emmanuel » dans Dictionnaire des colonels de Napoléon, Paris, SPM-Lettrage, coll. « Kronos », 2013, 978 p. (ISBN 978-2901952787).
- « Alphonse de Grouchy », dans Adolphe Robert et Gaston Cougny, Dictionnaire des parlementaires français, Edgar Bourloton, 1889-1891 [détail de l’édition]